# Список островов Вануату

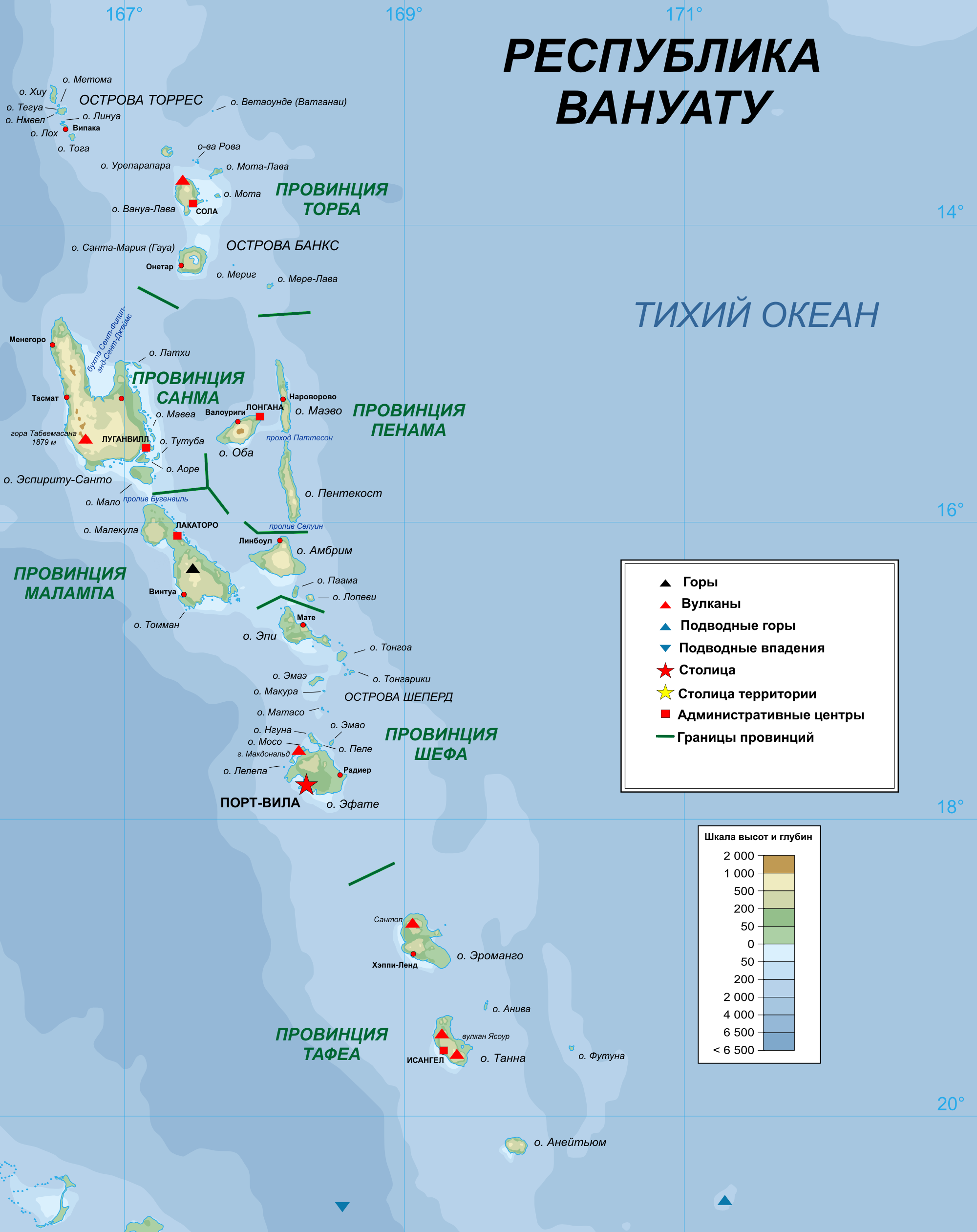

Территория государства Вануату включает 83 острова. Ниже приводится их список по провинциям, примерно с севера на юг. Где возможно, острова сгруппированы по архипелагам.
- Торба (провинция) (Torba)
  - Острова Торрес (Torres Islands)
    - Хиу (Hiw)
    - Метома (Metoma)
    - Тегуа (Tegua)
    - Нгвел (необитаемый) (Ngwel)
    - Линуа (Linua)
    - Лох (Loh)
    - Тога (Toga)

  - Острова Банкс (Banks Islands)
    - Ветаунде (Vétaounde)
    - Урепарапара (Ureparapara)
    - Острова Рова (Острова Риф) (Rowa, Reef Islands)
      - Энвут (необитаемый) (Enwut)
      - Лемеур (Lemeur)

    - Вануа-Лава (Vanua Lava)
      - Квакеа (Kwakea)
      - Ленеу (Leneu)
      - Навила (Nawila)
      - Равенга (Ravenga)

    - Гауа (Санта-Мария) (Gaua, Santa Maria)
    - Мота (Mota)
    - Мота-Лава (Сэдл, Седло) (Mota Lava, Saddle)
      - Ра (Ra)

    - Мериг (Merig)
    - Мере-Лава (Mere Lava)

- Санма (провинция) (Sanma Province)
  - Эспириту-Санто (Espiritu Santo)
    - Элефант (Elephant Island)
    - Малоху (Malohu)
    - Ойстер (Oyster Island)
    - Сакао (Sakao)
    - Тангоа (Tangoa)
    - Араки (Araki)
    - Бокиса (Bokissa)

  - Мало (Malo)
    - Асулека (Asuleka)

  - Аоре (Aoré)
  - Тутуба (Tutuba)
  - Мавеа (Mavéa)
  - Лати (Lathi)

- Пенама (провинция) (Penama Province)
  - Пентекост (остров Пятидесятницы) (Pentecost Island)
  - Аоба (Aoba, Ambae)
  - Маэво (Maewo)

- Малампа (провинция) (Malampa Province)
  - Малекула (Малакула) (Malakula)
    - Аресо (Areso)
    - Маскелайнские острова (острова Маскелайн) (Maskelynes Islands) 
      - Авох (Avokh)
      - Леумананг (Leumanang)
      - Уливео (Uliveo)
      - Вулаи (Vulai)

    - Норсуп (Norsup)
    - Сован (Sowan)
    - Томмам (Tommam)
    - Ури (Uri)
    - Урипив (Uripiv)
    - Варо (Varo)
    - Вало (Walo)

  - Амбрим (Ambrym)
  - Паама (Paama)
  - Лопеви (Лупеви; необитаемый) (Lopevi, Lupévi)
  - Рано (Rano)
  - Атчин (Atchin)
  - Вао (Vao)

- Шефа (провинция) (Shefa Province)
  - Эпи (Epi)
    - Ламен (Lamen)
    - Намука (необитаемый) (Namuka)
    - Тефала (Tefala)

  - Острова Шеперд (Shepherd Islands)
    - Лаика (Laika)
    - Тонгоа (Куваэ) (Tongoa, Kuwaé)
    - Тонгарики (Tongariki)
    - Бунинга (Buninga)
    - Эмаэ (Маи) (Emae, Mai)
    - Макура (Эмваэ) (Makura, Emwae)
    - Матасо (Матах) (Mataso, Matah)
    - Монумент (Этарик) (Monument, Étarik)
    - Эвосе (необитаемый) (Ewose)
    - Фалеа (Falea)
    - Вот (Wot)

  - Эфате (Éfaté)
    - Нгуна (Nguna)
    - Эмао (Émao)
    - Мосо (Верао) (Moso, Verao)
    - Лелепа (Lélépa)
    - Эракор (Erakor)
    - Эратап (Кастэвей) (Eratap, Castaway)
    - Меле (Хайдэвей) (Mele, Hideaway)
    - Ирифа (Irifa)
    - Иририки (Iririki)
    - Какула (необитаемый) (Kakula)
    - Пеле (Pele)

- Тафеа (провинция) (Tafea Province)
  - Танна (Tanna)
  - Анива (Aniwa)
  - Футуна (Futuna)
  - Эроманга (Эрроманго) (Erromango)
  - Анейтьюм (Анатом, Кеаму) (Anatom)
    - Иньек (Иньеуг) (Inyeug)

  - Мэттью (о. Матфея; оспаривается Новой Каледонией) (Matthew)
  - Хантер (Охотничий; оспаривается Новой Каледонией) (Hunter)